# Руссо, Рене
Рене́ Мари́ Руссо́ (англ. Rene Marie Russo; род. 17 февраля 1954) — американская актриса кино и телевидения, бывшая модель.

## Биография
Рене Руссо родилась в Бербанке, штат Калифорния и училась в средней школе Берроуз. Так как её мать воспитывала Рене с её сестрой в одиночку, будучи подростком она устроилась работать на фабрику, а после была кассиром в кинотеатре. В 1972 году она начала карьеру фотомодели, и к концу десятилетия стала одной из самых успешных персон в бизнесе, появляясь на обложках таких журналов как Vogue и Harper’s Bazaar.
В середине восьмидесятых годов Руссо заинтересовалась карьерой актрисы и вскоре получила главную женскую роль в недолго просуществовавшем сериале «Сэйбл». Это привело её к карьере на большом экране, где она дебютировала в фильме 1989 года «Высшая лига», где сыграла подругу главного героя. После она снялась в фильмах «Господин Судьба» с Джеймсом Белуши и «Хороший полицейский» с Майклом Китоном, прежде чем получить свою роль-прорыв в карьере в фильме 1992 года «Смертельное оружие 3».
В девяностых Руссо добилась большого успеха благодаря главным женским ролям в ряде коммерчески успешных кинофильмов. Среди них были «На линии огня» с Клинтом Иствудом, «Эпидемия» с Дастином Хоффманом, «Выкуп» и «Смертельное оружие 4» с Мелом Гибсоном, а также «Достать коротышку». В качестве ведущей актрисы она снялась в романтических комедиях «Жестяной кубок» и «Бадди». Ещё одним большим успехом в её карьере стала роль в детективе 1999 года «Афера Томаса Крауна», за роль в котором она получила пять миллионов долларов и уже после сорока пяти, когда большинство актрис отходят на второй план, появилась в эротических сценах с Пирсом Броснаном.
В 2000 году Руссо снялась в провальной комедии «Приключения Рокки и Буллвинкля», а после ещё в двух неудачных комедиях «Большие неприятности» и «Шоу начинается». Её следующая роль была в 2005 году, в фильме «Деньги на двоих», после чего она появилась в ещё одной комедии «Твои, мои и наши». В 2011 году, спустя шесть лет отдыха, Руссо вернулась на экраны с краткой ролью матери главного героя в фильме «Тор» и его сиквеле «Тор 2: Царство тьмы». Многие её сцены в первом фильме были вырезаны при монтаже, по заявлениям Руссо.
В 2014 году, после девятилетнего перерыва, Руссо вернулась на большие экраны с основной отрицательной ролью в независимом фильме «Стрингер», режиссёрском дебюте её мужа, Дэна Гилроя. Критики высоко оценили её игру в фильме, отмечая её в качестве потенциально кандидата на соискание премии «Оскар» за лучшую женскую роль второго плана.
Руссо замужем за режиссёром и сценаристом Дэном Гилроем c 1992 года. В августе 1993 года у них родилась дочь Роуз. Руссо имеет биполярное расстройство.

## Фильмография
| Год       | Название на русском            | Название на английском               | Роль                               | Примечания |
| --------- | ------------------------------ | ------------------------------------ | ---------------------------------- | --- |
| 1987-1988 | Сэйбл                          | Sable                                | Иден Кэндэлл                       | 7 эпизодов |
| 1989      | Высшая лига                    | Major League                         | Линн Уэллс                         | |
| 1990      | Господин Судьба                | Mr.Destiny                           | Синди Джо Бампесс / Барроуз        | |
| 1991      | Хороший полицейский            | One Good Cop                         | Рита Льюис                         | |
| 1992      | Корпорация «Бессмертие»        | Freejack                             | Джулия Редланд                     | Номинация — Премия «Сатурн» за лучшую женскую роль второго плана                                                   |
| 1992      | Смертельное оружие 3           | Lethal Weapon 3                      | Лорна Коул                         | Номинация — MTV Movie Award за лучший поцелуй                                                                      |
| 1993      | На линии огня                  | In the Line of Fire                  | Агент Секретной службы Лилли Рэйнз | |
| 1994      | Высшая лига 2                  | Major League II                      | Линн Уэллз                         | Камео |
| 1995      | Эпидемия                       | Outbreak                             | Робби Кеот                         | |
| 1995      | Достать коротышку              | Get Shorty                           | Карен Флорес                       | Номинация — Премия Гильдии киноактёров США за лучший актёрский состав в игровом кино                               |
| 1996      | Жестяной кубок                 | Tin Cup                              | Доктор Молли Грисволд              | |
| 1996      | Выкуп                          | Ransom                               | Кейт Маллен                        | |
| 1997      | Бадди                          | Buddy                                | Гертруда «Труди» Линтц             | |
| 1998      | Смертельное оружие 4           | Lethal Weapon 4                      | Лорна Коул-Риггс                   | |
| 1999      | Афера Томаса Крауна            | The Thomas Crown Affair              | Кэтрин Бэнинг                      | |
| 2000      | Приключения Рокки и Буллвинкля | The Adventures of Rocky & Bullwinkle | Наташа Фатале                      | Номинация — Премия «Сатурн» за лучшую женскую роль второго плана                                                   |
| 2002      | Большие неприятности           | Big Trouble                          | Анна Херк                          | |
| 2002      | Шоу начинается                 | Showtime                             | Чейс Рензи                         | |
| 2005      | Деньги на двоих                | Two for the Money                    | Тони Морроу                        | Также продюсер |
| 2005      | Твои, мои и наши               | Yours, Mine and Ours                 | Хелен Норт                         | |
| 2011      | Тор                            | Thor                                 | Фригга                             | |
| 2013      | Тор 2: Царство тьмы            | Thor: The Dark World                 | Фригга                             | |
| 2014      | Стрингер                       | Nightcrawler                         | Нина Ромина                        | Премия «Сатурн» за лучшую женскую роль второго плана Номинация — Премия BAFTA за лучшую женскую роль второго плана |
| 2015      | Фрэнк и Синди                  | Frank and Cindy                      | Синди                              | |
| 2015      | Стажёр                         | The Intern                           | Фиона                              | |
| 2017      | Всё только начинается          | Just Getting Started                 | Сьюзи                              | |
| 2019      | Бархатная бензопила            | Velvet Buzzsaw                       | Родора Хейз                        | |
| 2019      | Мстители: Финал                | Avengers: Endgame                    | Фригга                             | |